# Bernard Haitink
Bernard Haitink (4. března 1929, Amsterdam – 21. října 2021, Londýn) byl nizozemský dirigent. Jeho profesionální činnost je spojena především s Koninklijk Concertgebouworkest, spolupracoval s většinou předních světových orchestrů. Specializoval se zejména na nahrávky skladeb Maurice Ravela, Johannesa Brahmse a Gustava Mahlera.

## Život
Haitink byl syn Willema a Anny Haitinkových. Willem Haitink byl úředník, který naposledy pracoval jako ředitel elektrárny. Během okupace za druhé světové války byl kvůli odbojové činnosti na několik měsíců uvězněn v německém koncentračním táboře jako rukojmí. Bernard studoval ve svém rodném městě na konzervatoři. Pak hrál na housle v několika orchestrech. V letech 1954 a 1955 studoval u Ferdinanda Leitnera dirigování. Roku 1955 byl jmenován druhým dirigentem Radio Filharmonisch Orkest (Nizozemského rozhlasového orchestru).
V roce 1956 zaskočil za Carla Maria Giuliniho u Koninklijk Concertgebouworkest (Královský orchestr koncertní haly Concertgebouw). Nato obdržel několik nabídek ke spolupráci s tímto orchestrem a roku 1959 ho vedl na turné po Anglii. Po náhlém úmrtí Eduarda van Beniuma v témže roce převzal Haitink funkci prvního dirigenta. Mezinárodní respekt získal Haitink roku 1961, když se spolu s Eugenem Jochumem stali společnými šéfdirigenty Concertgebouworkest. Poté, co roku 1964 Jochum na funkci rezignoval, stal se Haitink jediným šéfdirigentem orchestru a zároveň jeho uměleckým vedoucím.
Roku 1967 byl jmenován prvním dirigentem Londýnského filharmonického orchestru. Tuto funkci zastával do roku 1979. Mezi léty 1977 a 1988 byl Haitink hudebním ředitelem Operního festivalu v Glyndebourne. Jeho smlouva s Concertgebouworkest už v roce 1988 nebyla prodloužena, což Haitink orchestru zazlíval a v dalších pěti letech s ním nevystoupil. V roce 1999 ho ale orchestr jmenoval čestným dirigentem.
V letech 1977 až 1987 dirigoval Haitink pravidelně každé Vánoce Concertgebouworkest v rámci vánočních matiné. Na programu byla díla Gustava Mahlera, koncerty přenášela Eurovize.
Mezi léty 1987 a 2002 byl Haitink uměleckým vedoucím Royal Opera House v Covent Garden v Londýně, kromě toho byl v období 1995 až 2004 hostujícím dirigentem Bostonského symfonického orchestru. Roku 2002 převzal místo šéfdirigenta Staatskapelle Dresden. Na základě neshod ve věci volby svého nástupce se ale roku 2004 místa předčasně vzdal.
V letech 2006–2010 zastával Haitink pozici prvního dirigenta u Chicago Symphony Orchestra; Bostonský symfonický orchestr ho poctil tím, že ho jmenoval titulem "Conductor emeritus". Roku 2007 ho časopis Musical America jmenoval hudebníkem roku. V roce 2008 připravil na základě nového kritického vydání Beethovenova díla s Chamber Orchestra of Europe pro festival v Lucernu beethovenovský cyklus. V letech 2010/2011 nastudoval se stejným tělesem opět v Lucernu cyklus Brahmsových orchestrálních děl.
Pravidelně spolupracoval s Berlínskými filharmoniky. Debutoval s nimi roku 1964 s beethovenovským programem, naposledy s nimi počátkem března 2015 provedl opět Beethovenovy skladby. Berlínští filharmonikové Haitinkovi propůjčili Medaili Hanse von Bülowa.
Na přelomu srpna a září 2019 se rozhodl čtyřmi koncerty s Vídeňskými filharmoniky ukončit svoji 65letou hudební kariéru. Na programu byl Beethovenův 4. klavírní koncert a Brucknerova 7. symfonie.
Od roku 1956 byl Haitink ženatý s Marjolein Snijder, se kterou měl tři dcery a dva syny. V roce 1994 uzavřel čtvrté manželství s houslistkou Patricií Bloomfield. Manželé spolu žili ve švýcarské vesnici Kastanienbaum u Lucernského jezera.
Dne 21. října 2021 zemřel stářím ve svém londýnském domě.

## Diskografie (výběr)

### Koninklijk Concertgebouworkest
- Brahms: Houslový koncert (s Henrykem Szeryngem) (Philips 1974)
- Brahms: Dvojkoncert pro housle a violoncello (s Henrykem Szeryngem a Jánosem Starkerem) (Philips 1971)
- Bruckner: Symfonie č. 1-9 (Philips)
- Debussy: Orchestrální dílo (Philips, 1976–79)
- Mahler: Symfonie č. 1–9 (Philips)
- Mahler: Symfonie č. 2 "Vzkříšení", Elly Ameling, Aafje Heynis, Netherlands Radio Chorus, (Philips 1968).
- Ravel: Orchestrální dílo (Philips, 1971–77)
- Čajkovskij: Symfonie č. 4, 5 & 6 (Philips, 1979)
- Šostakovič: Symfonie č. 5 (RCO live. 2012).
- Schumann: Symfonie č. 3 "Rýnská" (Philips, 1983)

### Boston Symphony Orchestra
- Brahms: Symfonie č. 1, + Nanie s Tanglewoodským festivalovým sborem (Philips, 1994)
- Brahms: Symfonie č. 2, + Tragická předehra (Philips, 1990)
- Brahms: Symfonie č. 3, (Philips, 1993)
- Brahms: Symfonie č. 4, + Haydnovské variace (Philips, 1992)
- Brahms: Klavírní koncert č. 2 s Emanuelem Axem (Sony, 1997)
- Ravel: Daphnis and Chloe s Tanglewoodským festivalovým sborem (Philips, 1989)
- Ravel: Ma Mere l'Oye, Menuet antique, Rapsodie espagnole, La Valse (Philips, 1995)
- Ravel: Alborada del Gracioso, Bolero, Le tombeau de Couperin, Valses nobles et sentimentales (Philips, 1996)

### Chicago Symphony Orchestra
- Mahler, Symfonie č. 2 (2009)
- Mahler: Symfonie č.3 (2007)
- Mahler: Symfonie č. 6 (2008)
- Šostakovič: Symfonie č. 4 (2008)
- Richard Strauss: Ein Heldenleben (2010)

### London Philharmonic Orchestra
- Rimskij-Korsakov: "Šehrezáda" – Rodney Friend, houslové sólo – (Philips, 6500410)